# آسمان آبی (فیلم)
آسمان آبی (به انگلیسی: Blue Sky) نام فیلم درامی است که در سال ۱۹۹۴ به کارگردانی تونی ریچاردسون و بر پایهٔ رمانی با همین نام از راما لوری استگنر ساخته شد. جسیکا لنگ موفق شد برای بازی در این فیلم در رشتهٔ بهترین بازیگر نقش اول زن برندهٔ جایزه اسکار شود.
این فیلم در اصل در سال ۱۹۹۱ ساخته شد اما سه سال پس از مرگ کارگردانش، تونی ریچاردسون (نوامبر ۱۹۹۴) اکران شد.